# 呂寛
呂 寛（りょ かん、? - 3年）は、前漢の人である。王莽の嫡子である王宇の妻の兄。

## 解説
王莽は平帝を中山王から皇帝に擁立する際、平帝の母の衛氏やその一族を長安に入れず、彼女を中山孝王后として中山に留めていた。しかし王宇は平帝が成長した後にこのことが禍根を残すことになると考え、衛氏を長安に入れようと考えた。
そこで元始3年（3年）、王宇は師の呉章と呂寛と謀り、超常現象を捏造して王莽を驚かせ、呉章が衛氏を長安に入れるようその現象を解釈することにした。呂寛が夜間に王莽の屋敷に血を浴びせようとしたが門番がそれに気づき、事件が発覚した。
王宇は王莽により獄に送られ、服毒自殺した。王宇の妻は妊娠していたため、獄に繋ぎ、出産を待ってから殺した。王莽は子の罪を管叔鮮と蔡叔度になぞらえて敢えて隠さずに上奏し、王太后（王政君）も臣下に促され、それを褒め、「周公旦は管・蔡らを滅ぼして後に泰平の世をもたらしたから、公（王莽）も泰平の世に向けて努力せよ」という詔を出した。
王莽はこの事件を大司空甄豊らに徹底的に調べさせ、呂寛・呉章のほか、衛氏や平帝の祖母の実家の馮氏・梁王劉立・紅陽侯王立（王莽の叔父）・平阿侯王仁（王莽の叔父の王譚の子で、王莽の従弟にあたる）・元帝の妹の敬武長公主・元三公の何武・元司隷校尉の鮑宣・彭宏（彭寵の父）など、王莽が目障りな者や自分を批判した者100名以上を罪に当て、死に追いやった。
呂寛の家族は合浦に流された。